# 埼玉県道213号曲本さいたま線

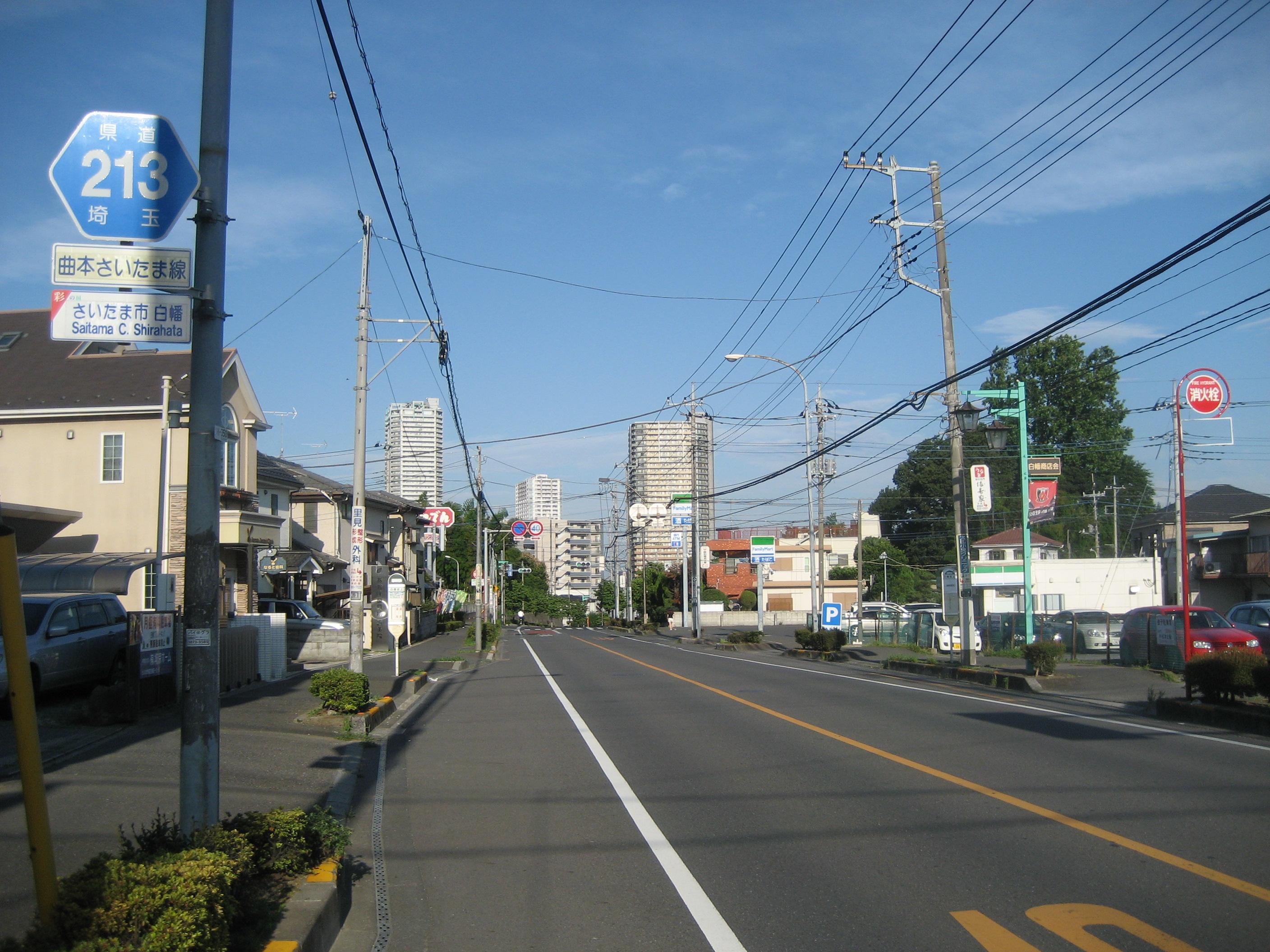
南区白幡坂上交差点付近

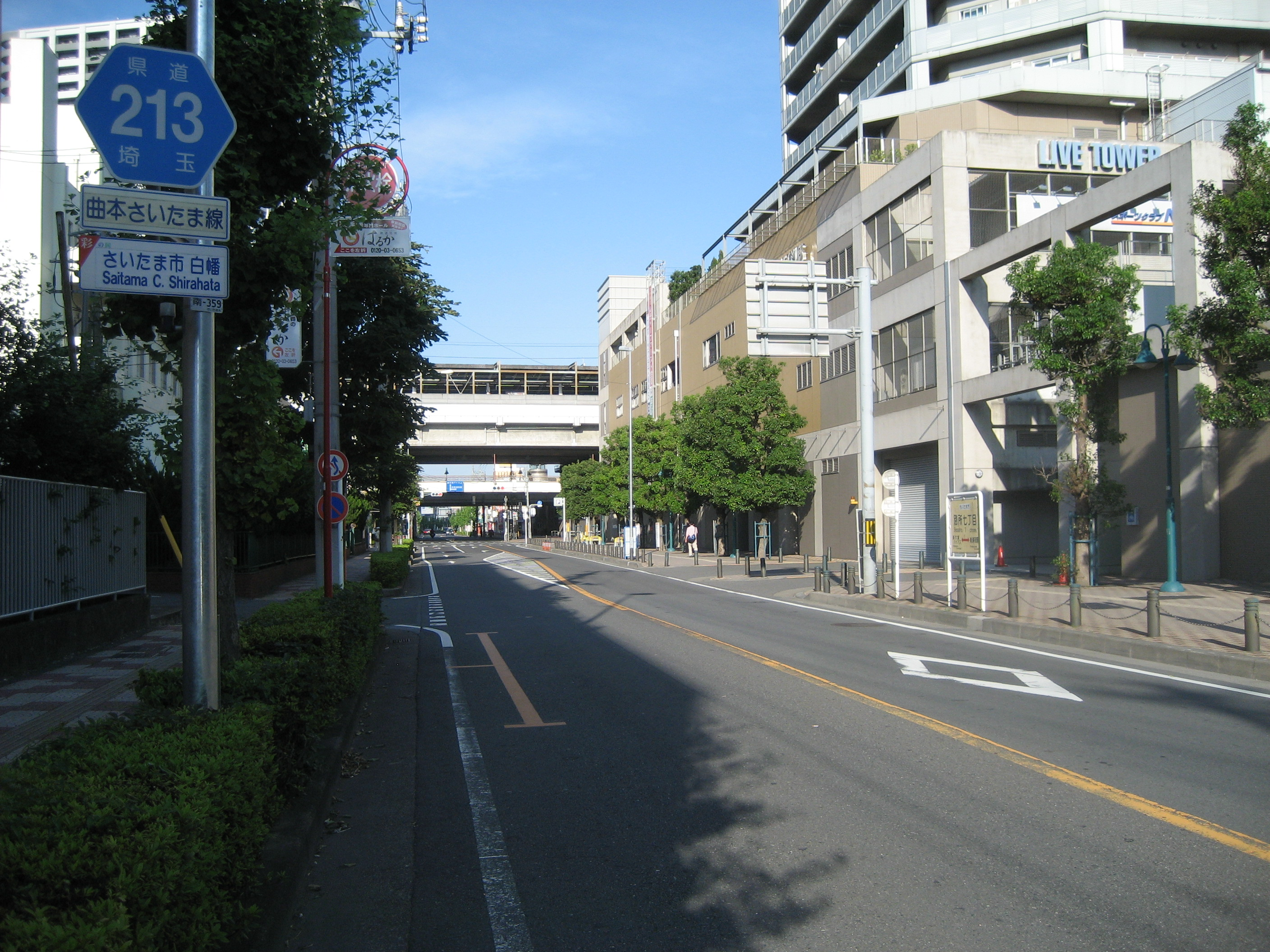
JR武蔵浦和駅付近

埼玉県道213号曲本さいたま線（さいたまけんどう213ごう まがもとさいたません）は、埼玉県さいたま市南区曲本の曲本交差点から同市浦和区高砂の浦和駅西口交差点に至る一般県道である。

## 路線データ
- 起点：さいたま市南区曲本 曲本交差点
- 終点：さいたま市浦和区高砂 浦和駅西口交差点

## 通称
- 田島通り（南区 沼影交差点 - 白幡坂上交差点）
- 旧中山道[1]（白幡坂上交差点 - 浦和区 浦和駅西口交差点） - 「中山道」と呼ばれることもある[2]。

## 路線状況
一部の交差点付近を除き、全線片側一車線である。旧中山道の区間は道幅が狭く、都市計画道路田島大牧線交点から終点までのわずかな区間しか歩道がないほか、岸町公民館前交差点付近までは路側帯が狭い上所々路側帯上に電柱がある。旧中山道の区間である浦和区岸町4-26-20から4-25-11にかけては、国土交通省関東地方整備局大宮国道事務所に「事故危険箇所」に認定されている。武蔵浦和駅東口にある交差点と終点はスクランブル交差点となっている。田島通りの区間は都市計画道路大谷場高木線の区間である。岸町公民館交差点以北では、毎年7月に浦和まつり、12月12日には十二日まちが開催される。

## 地理

### 通過する自治体
- 埼玉県
さいたま市（南区 - 浦和区）

### 交差する道路
| 交差する道路                                      | 交差する道路                                    | 交差点名       | 所在地 |
| ------------------------------------------------- | ----------------------------------------------- | -------------- | ------ |
| 埼玉県道79号朝霞蕨線                              | 埼玉県道79号朝霞蕨線                            | 曲本           | 南区   |
| 国道17号（中山道）                                | 国道17号（中山道）                              | 武蔵浦和駅入口 | 南区   |
| （馬場先通り）                                    |                                                 | 岸町公民館前   | 浦和区 |
| 埼玉県道34号さいたま草加線（県庁通り）国道463号   | 埼玉県道34号さいたま草加線（県庁通り）国道463号 | 浦和駅西口     | 浦和区 |
| 国道463号・埼玉県道65号さいたま幸手線（旧中山道） |                                                 |                |        |

### 交差する鉄道・河川
- 埼京線（北戸田駅・武蔵浦和駅間）
- 東北新幹線（上野駅・大宮駅間）
- 武蔵野線（武蔵浦和駅・南浦和駅間）
- 笹目川

### 周辺の施設
- さいたま市立浦和大里小学校
- 武蔵浦和駅
- サウスピア
- プラウドタワー武蔵浦和テラス
- さいたま中央郵便局
- 白幡沼
- さいたま市立白幡中学校
- 埼玉県立浦和第一女子高等学校
- さいたま市立岸町公民館
- 調神社
- コスタ・タワー浦和